# فلورنس جافري هاريمان
الأمريكية الاشتراكية فلورنس جافراي «ديزي» هاريمان (21 يوليو 1870 - 31 أغسطس 1967)، هي منادية بمنح المرأة حق الاقتراع، ومصلحة اجتماعية، ومُنظِّمة، ودبلوماسية. «قادت إحدى مسيرات الاقتراع في الجادة الخامسة، وأقامت حملات حول عمالة الأطفال والحليب الآمن، ونظمت جهود الإجلاء بصفتها وزيرة النرويج خلال الحرب العالمية الثانية، بينما كانت مختبئة في غابة من الغزو النازي». كرّمها الرئيس الأمريكي جون كينيدي في عامها الثاني والتسعين بمنحها أول «وسام جدارة للخدمة المتميزة». غالبًا ما وجدت نفسها في خضم الأحداث التاريخية. مثلما ذكرت، «أعتقد أنه لا يمكن لأحد أن ينكر أنني شغلت دائمًا من خلال الحظ المطلق منصب صندوق الاقتراع في أمريكا خلال فتراتي الانتخابية».

## النشأة والعائلة
ولدت هاريمان فلورنس جافري هيرست في 21 يوليو عام 1870 في مدينة نيويورك لوالدها سيد الشحن البحري إف. دبليو. جيه. هورست وزوجته كارولين. أصبحت في عام 1871 ابنة أخ زوجها بزواج هيلين سميث من شقيق والدتها ويليام فيليبس جافراي (1845-1887)، وهو تاجر بضائع جافة في نيويورك. توفيت والدتها، البالغة من العمر 29 عامًا، عندما بلغت هاريمان من العمر ثلاث سنوات. وقد رُبيت هي وشقيقتيها، كارولين إليز وإيثيل، في مدينة نيويورك وضواحيها من قبل والدها وأجدادها لأمها، السيد والسيدة إدوارد سومرفيل جافري. شاهدت أول عرض سياسي مشاعل في سن السادسة، بصفته جزءًا من حملة انتخابات الرئاسة الأمريكية لعام 1876. «أعربت في وقت لاحق وهي متكئة على درابزين منزلها في 615 فيفث أفنيو، عن رغبتها لسماع زوار مثل جون هاي، الرئيس جيمس أ. غارفيلد، والرئيس تشستر أ. آرثر».
تلقت دروسًا خاصة في منزل الخبير المالي جون بيربونت مورجان بين عامي 1880 و1888. بل والتحقت بمدرسة ميسيز لوكوودس الجامعية للبنات.
تزوجت من جاي بوردن هاريمان عندما بلغت التاسعة عشرة في عام 1889، وهو صاحب مصرف في نيويورك، وابن العم الأكبر للدبلوماسي دبليو. أفريل هاريمان، وزير مجلس الوزراء المستقبلي، وحاكم نيويورك. تضمنت قائمة الحاضرين في حفل زفافهم الرئيس السابق والمستقبلي جروفر كليفلاند، ورجال أعمال السكك الحديدية كورنيليوس فاندربيلت وإدوارد هاريمان، وجون جاكوب أستور الرابع، وجون بيربونت مورجان. امتلكا طفلًا واحدًا، إثيل بوردين هاريمان، المولود في عام 1897. عمل إثيل في برودواي وفي هوليوود، بصفته ممثلًا وكاتبًا.

## روابط خارجية
- فلورنس جافري هاريمان على موقع الموسوعة البريطانية (الإنجليزية)